# Serbisk nationell förnyelse

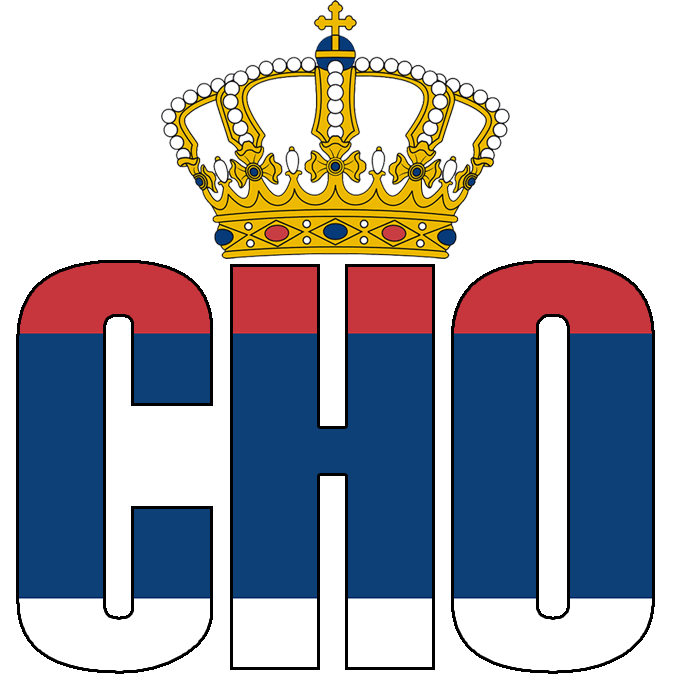
Partiets logotyp

Serbisk nationell förnyelse var ett serbiskt politiskt parti som bildades 1989 av Vuk Drašković, Mirko Jović och Vojislav Šešelj. Ledarskapet splittrades snart och under Drašković gick Serbisk nationell förnyelse den 14 mars 1990 samman med Serbiska befrielserörelsen och bildade Serbiska förnyelserörelsen. Šešelj bildade Serbiska radikala partiet.